# Симпелвелд (община)
Симпелвелд (нидерл. Simpelveld) — община в провинции Лимбург (Нидерланды).

## История
В современном виде община появилась 1 января 1982 года, когда к Симпелвелду присоединилась община Бохолц.

## Состав
Община состоит из следующих населенных пунктов (в скобках указано население на 2019 год):
- Симпелвелд (5 400)
- Бохолц (5 110)
- Бохолцерхейде (520)
- Хюлс (350)
- Банехейде (140)

## География
Территория общины занимает 16,03 км². На 1 августа 2020 года в общине проживало 10 515 человек.